# 巴克萊 (堪薩斯州)
巴克萊（英語：Barclay）是位於美國堪薩斯州歐塞奇縣的一個非建制地區。

## 地理
巴克萊所處的海拔為高於海平面366米（即1201英呎），而該地所採用的時區為UTC-6，即北美中部時區（CST）。同時該地設有夏令時間，為UTC-6調快一小時，即UTC-5（CDT）。